# Dictynomorpha marakata
Dictynomorpha marakata är en spindelart som först beskrevs av Sherriffs 1927.  Dictynomorpha marakata ingår i släktet Dictynomorpha och familjen kardarspindlar. Inga underarter finns listade i Catalogue of Life.